# Ідентифікатор об'єкта
Ідентифікатор об'єкта (англ. Object identifier (OID))  — механізм ідентифікації, спільно розроблений ITU-T і ISO/IEC для іменування об'єктів будь-якого типу глобально унікальним постійним іменем. Виділений ідентифікатор OID, не повинен бути повторно використаним для різних об'єктів. OID складається з вузлів дерева ієрархічних просторів імен, формально описаних з використанням стандарту ITU-T ASN.1, X.690. Послідовні номери вузлів, починаючи з кореня дерева, ідентифікують кожен вузол в дереві. Нові вузли додаються реєстрацією їх в реєстраційних центрах. Корінь дерева містить три дуги до вузлів:
- 0: ITU-T
- 1: ISO
- 2: Об’єднані стандарти ISO ITU-T